# Physalaemus erikae
Physalaemus erikae é uma espécie de anfíbio da família Leptodactylidae.
É endémica do Brasil.
Os seus habitats naturais são: florestas subtropicais ou tropicais húmidas de baixa altitude, marismas intermitentes de água doce, pastagens e plantações .
Está ameaçada por perda de habitat.